# أل كوهن
أل كوهن (بالإنجليزية: Al Cohen)‏ هو ساحر استعراضي أمريكي، ولد في 11 يناير 1926 في ويلمنغتون في الولايات المتحدة.